# Hippursäure
Hippursäure ist eine organische Carbonsäure. Der Name der Verbindung leitet sich von ihrem Vorkommen im Harn von Pferden (gr. hippos) ab. Biochemisch kann Hippursäure aus Glycin und der in einigen Früchten enthaltenen Benzoesäure entstehen.
Hippursäure wurde zuerst 1829 von Justus von Liebig aus Pferdeurin isoliert. Die Synthese gelang 1853 dem französischen Chemiker Victor Dessaignes mit der Umsetzung von Benzoylchlorid mit Glycin.

## Biologische Bedeutung
Hippursäure dient der Entgiftung von Benzoesäure und wird hauptsächlich in den Nieren vor allem von herbivoren Säugetieren (z. B. Pferd, Rind, Schaf) unter ATP-Verbrauch und Beteiligung des Coenzyms A aus der Aminosäure Glycin und Benzoesäure synthetisiert. In geringerem Ausmaß findet sich Hippursäure auch im Harn von carnivoren bzw. omnivoren Säugern (z. B. Hund, Schwein, Mensch) sowie im Urin pflanzenfressender Muscheln. Bei den Larven der Mücke Aedes aegypti wurde die Fähigkeit zur Hippursäure-Synthese nachgewiesen. Da in Vögeln Glycin nicht in ausreichendem Maße vorhanden ist, erfolgt bei ihnen die Entgiftung von Benzoesäure durch Bindung an die Aminosäure Ornithin, woraus das Ausscheidungsprodukt Ornithursäure resultiert.
Hippursäure wirkt im Harn bakterienabtötend, so dass bei Harnwegsinfektionen eine hohe Konzentration heilungsfördernd wirken kann. Sie wird allerdings auch in Verbindung gebracht mit rheumatischen Erscheinungen, da die Substanz schlecht wasserlöslich ist und so bei einer Überproduktion (in der Leber nach dem Verzehr benzoesäurehaltiger Früchte) nur langsam ausgeschieden werden kann.

## Synthese
Die Herstellung von Hippursäure erfolgt über eine Schotten-Baumann-Reaktion, bei der Glycin und Benzoylchlorid im alkalischen Medium umgesetzt werden.

## Analytik
Zur zuverlässigen qualitativen und quantitativen Bestimmung der Hippursäure können nach adäquater Probenvorbereitung die Gaschromatographie nach Derivatisierung oder die HPLC auch gekoppelt mit der Massenspektrometrie eingesetzt werden. Diese Verfahren finden auch Anwendung bei Untersuchungen von getrockneten Harnproben, die auf Filterpapier gesammelt wurden. Auch zur Ermittlung der Auswirkung des Teekonsums auf den Hippursäurespiegel sind diese Verfahren geeignet.

## Derivate
p-Aminohippursäure (PAH) ist ein Derivat der Hippursäure, das in der Medizin zur Nierenfunktionsprüfung (PAH-Clearance) dient.